# 眉山纜車

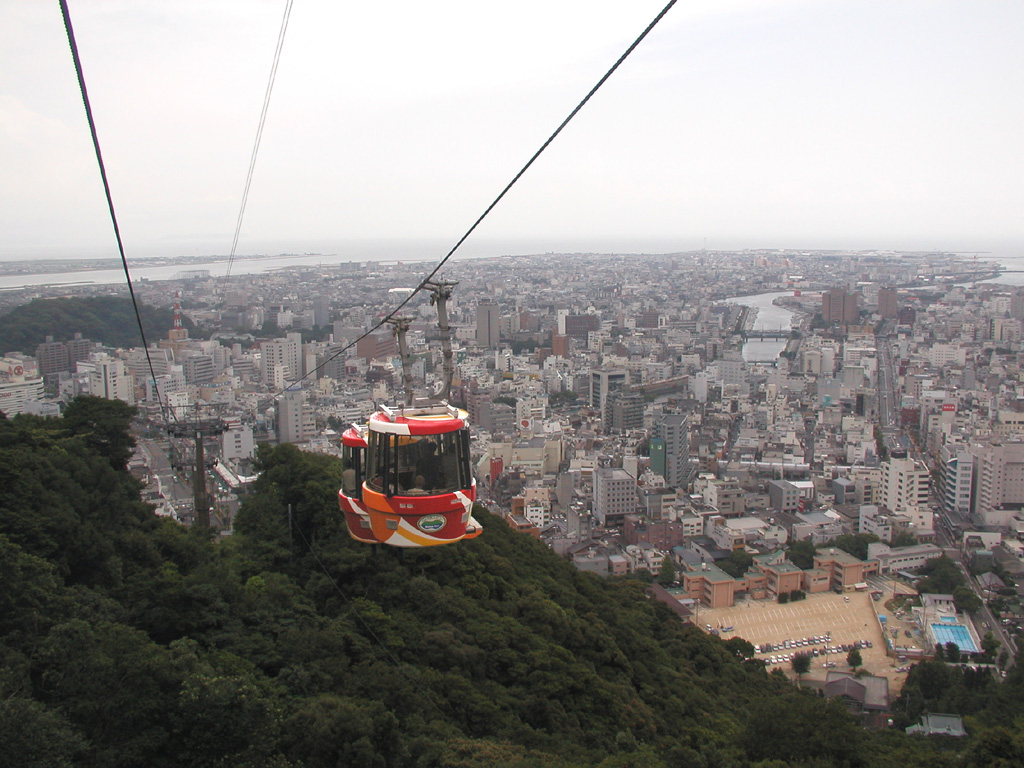
眉山纜車車廂

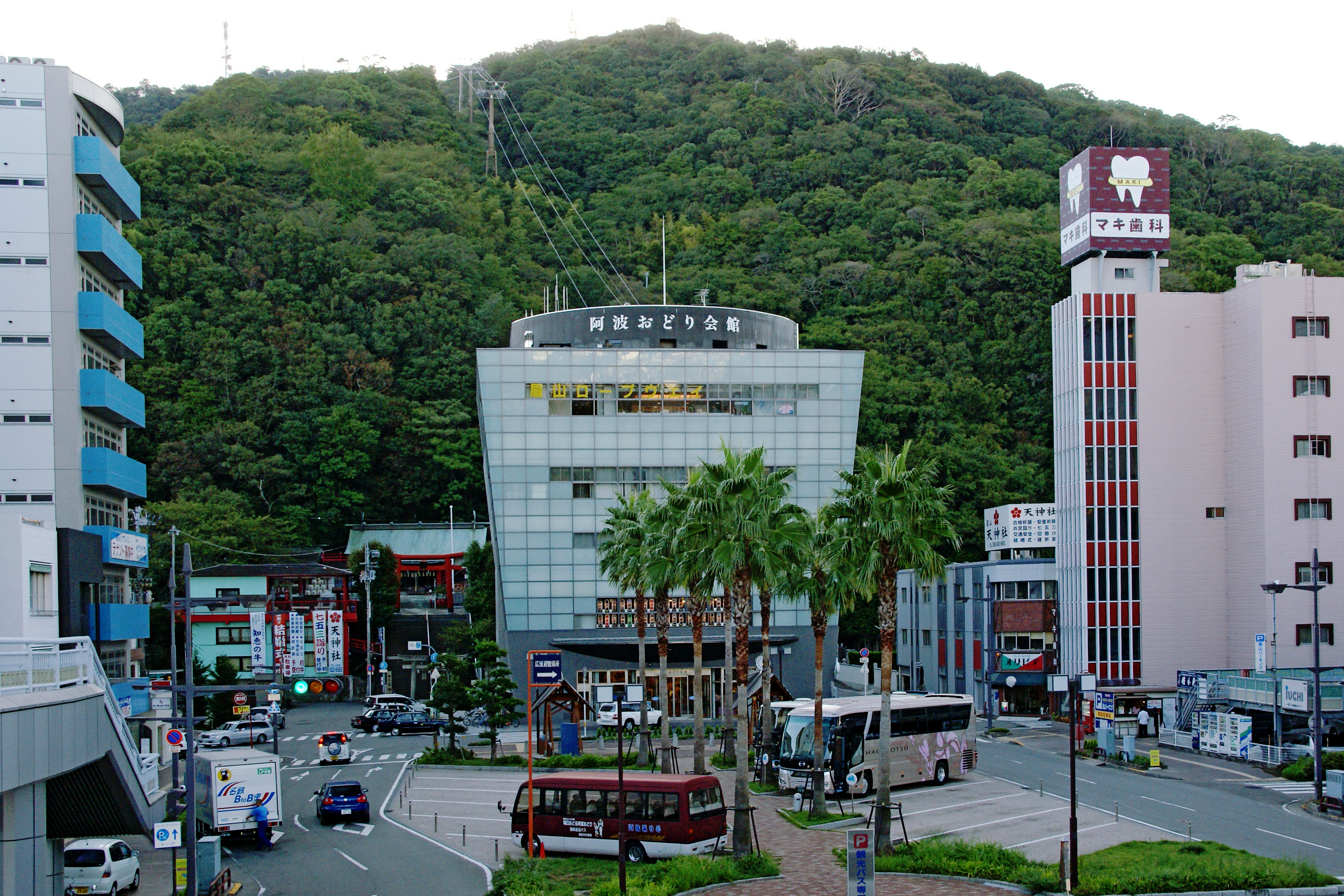
山麓站（阿波舞會館）

眉山纜車是位於日本德島縣德島市眉山的纜車，由德島市政府興建，委託德島市觀光協會負責經營管理。

## 車站
- 山麓站（34°04′12.2″N 134°32′41.2″E / 34.070056°N 134.544778°E）（位於阿波舞會館五樓）
- 黑岳站（34°04′02.3″N 134°32′15.8″E / 34.067306°N 134.537722°E）（位於眉山公園旁）

## 年表
- 1957年12月1日：開始營運。
- 1999年7月31日：變更為單線交走式的車廂。

## 外部連結
- （日語） 眉山纜車
- （日語） 眉山纜車的X（前Twitter）
- （日語） 眉山纜車的Facebook專頁